# Think About Things
Think About Things is een single van de IJslandse zanger Daði Freyr uit 2020. Het zou de IJslandse inzending zijn geweest voor het Eurovisiesongfestival 2020, maar dit festival werd geannuleerd. In 2021 deed Freyr nogmaals mee, maar dan met het nummer 10 Years.

## Achtergrond
Think About Things is geschreven door Daði Freyr en geproduceerd door Freyr, Arna Lára Pétursdóttir, Bassi Õlafsson en Aron Ingi Albertsson. Er is een IJslandse en een Engelse versie van het nummer bekend, de IJslandse met de titel Gagnamagnið. Het nummer was een van de favorieten om het songfestival te winnen. Het lied gaat over de dochter van de zanger. Ondanks dat het Eurovisiesongfestival dat jaar niet doorging, was het nummer toch een succes voor Freyr. Dit kwam doordat het eerst viral ging op mediaplatform TikTok, waarna het in verschillende hitlijsten terechtkwam. De hoogste positie werd behaald in Zweden, waar het kwam tot de 33e positie van de hitlijsten.